# Vrije Geer

De driehoek in het wapen van Sloten verwijst naar de Vrije Geer.

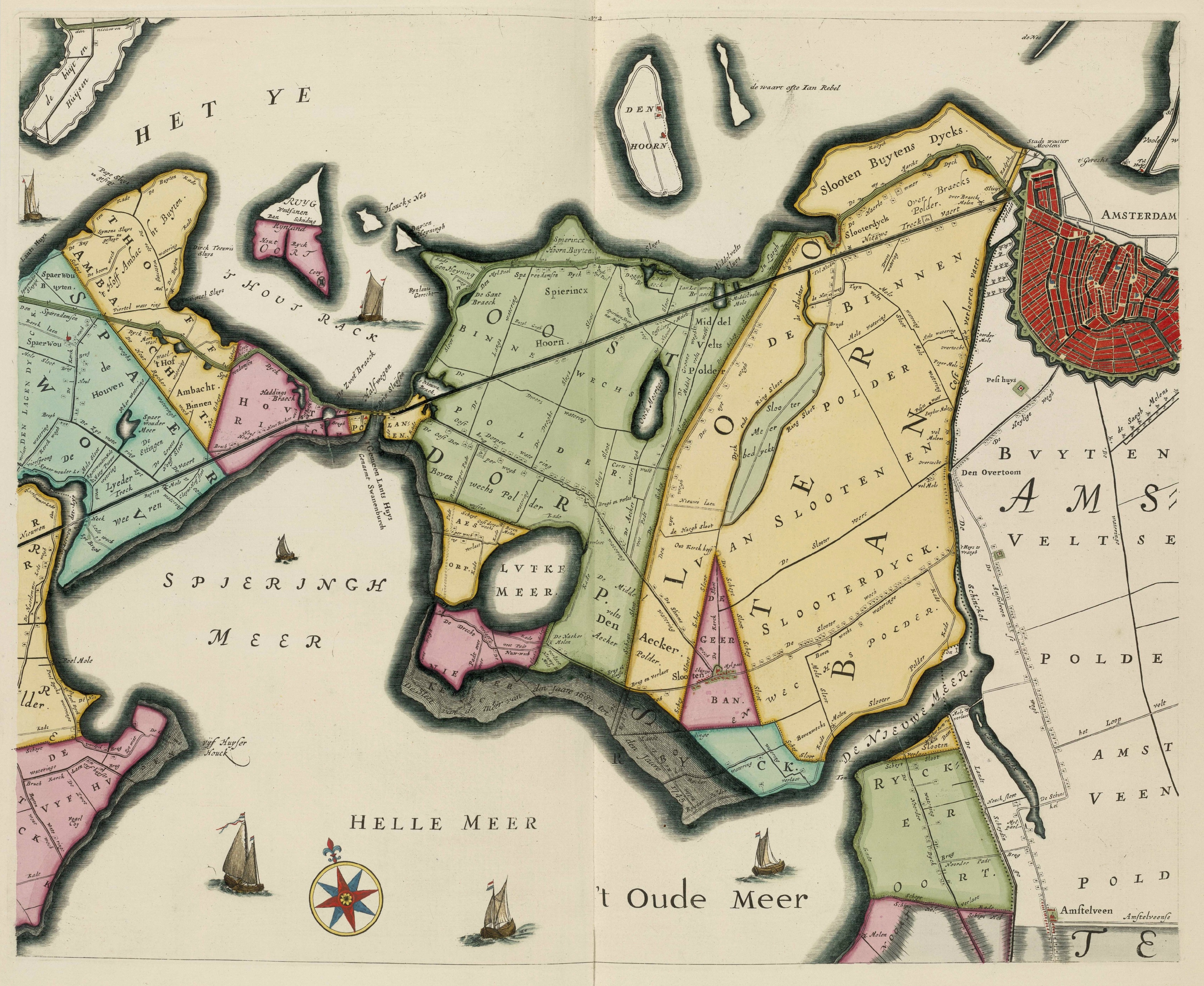
Kaart van een deel van het Hoogheemraadschap van Rijnland uit 1746 met daarop o.m. het gebied rond Sloten. De driehoekige 'Geerban' met daarin het dorp Sloten is prominent aangegeven.

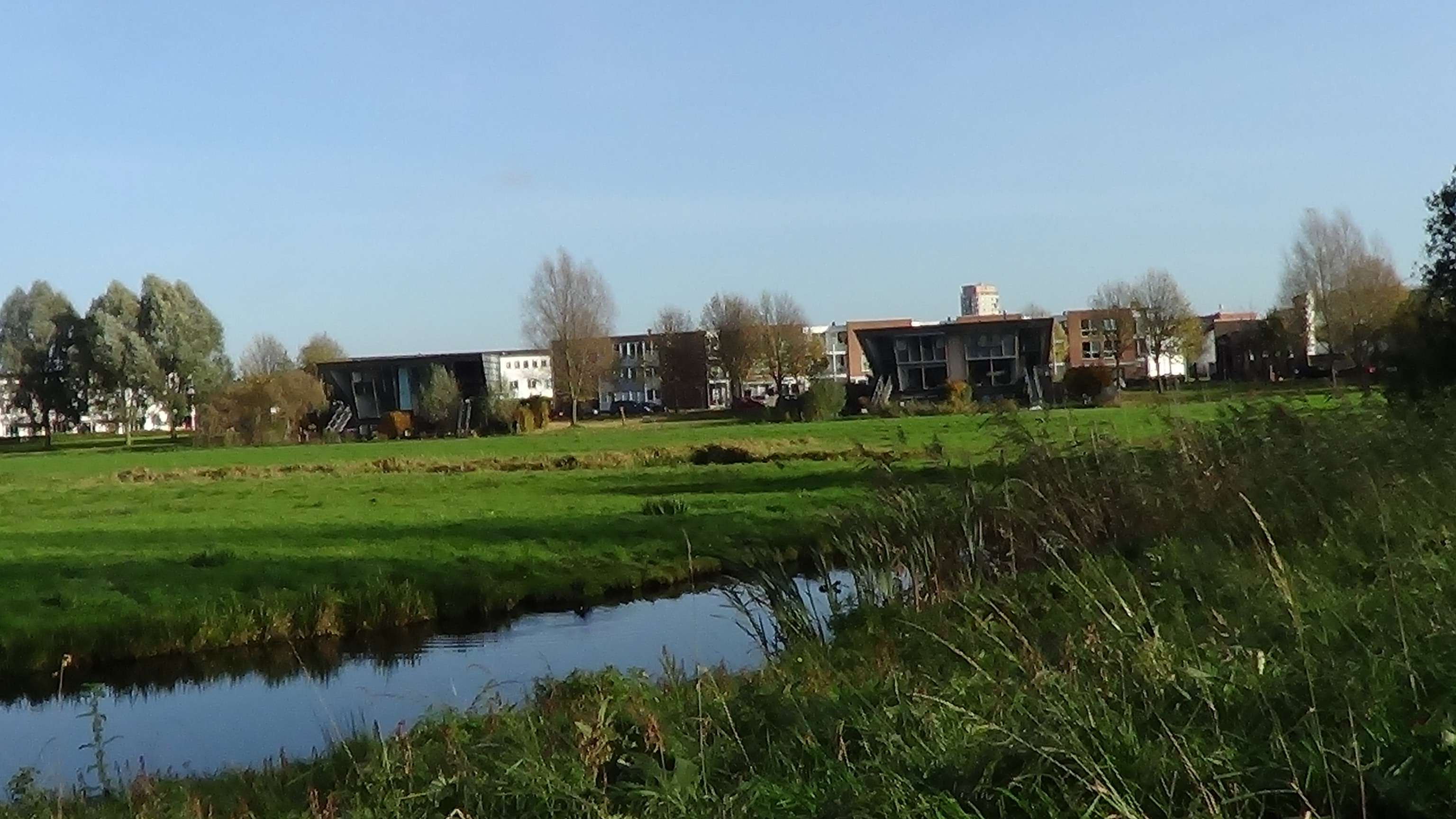
Noordelijk deel van het weiland met zicht op Nieuw Sloten.

De Vrije Geer is sinds 1954 de naam van een weg in Amsterdam ten noorden van het dorp Sloten. De naam is ontleend aan een driehoekig stuk land (een geer) rond Sloten waarvan de inwoners vrijgesteld waren van het betalen van bepaalde belastingen aan de graven van Holland.
De Vrije Geer strekte zich uit van de zuidpunt van de Slootermeer (Sloterdijkermeerpolder) tot aan de Haarlemmermeer en het grondgebied van Rijk of Rietwijk.
Na de bebouwing van een groot deel van de vroegere Sloterpolder met de Westelijke Tuinsteden in de jaren vijftig-zestig van de 20e eeuw bleef ten noorden van het oude dorp Sloten nog een klein deel van het veenweidegebied met het middeleeuwse slotenpatroon bewaard. Toen de gemeente Amsterdam, aansluitend aan de bouw van de wijk Nieuw Sloten, ook dit laatste stukje opengebleven land bij het oude dorp Sloten wilde bebouwen kwamen de bewoners in opstand. 
Op 17 mei 1995 werd een referendum georganiseerd onder de naam 'Red het Weilandje van Sloten'. Een meerderheid van de Amsterdammers stemde voor behoud en de bebouwingsplannen verdwenen van tafel. Vervolgens werd het terrein ingericht als Natuurpark Vrije Geer, dat in 2003 officieel werd geopend. Het wordt onderhouden door vrijwilligers uit het dorp Sloten.